# 玉泉营街道
玉泉营街道，是中华人民共和国北京市丰台區下辖的一个街道办事处。2021年7月11日，设立玉泉营街道，辖区范围东至原新村街道东边界，南至草桥村、黄土岗村南边界，西至马草河西侧、芳菲路、樊家村路、纪家庙村西边界、西三环南路，北至铁路联络线。

## 行政区划
玉泉营街道现辖：
草桥欣园第一社区、草桥欣园第二社区、草桥欣园第三社区、纪家庙社区、青秀城社区、万柳园社区、万柳西园社区、风格与林社区、草桥社区、黄土岗村、纪家庙村、草桥村。